# Управління з атомної енергії Сполученого Королівства
Управління з атомної енергії Сполученого Королівства — урядова дослідницька організація Великобританії, яка відповідає за розвиток термоядерної енергії. Виконавчий позавідомчий державний орган Департаменту з енергетичної безпеки та Net Zero (DESNZ).
Орган зосереджується на дослідницьких програмах термоядерної енергії Сполученого Королівства та Європи в Калхемі в Оксфордширі, включно з найпотужнішим у світі діючим термоядерним пристроєм Joint European Torus (JET). Дослідження спрямоване на розвиток термоядерної енергії як комерційно життєздатного, екологічно відповідального джерела енергії майбутнього.
У грудні 2021 року вчені та інженери, які працювали над JET, продемонстрували рекордні 59 мегаджоулів тривалої енергії термоядерного синтезу.
Управління з атомної енергії Сполученого Королівства володіє науковим центром Culham і має частку в Harwell Campus, а також бере участь у розвитку обох сайтів як місць для наукового та інноваційного бізнесу.
Після свого створення в 1954 році цей орган відповідав за всю ядерну програму Сполученого Королівства, як цивільну, так і оборонну, а також за контроль ядерних об'єктів. Здійснив новаторські розробки в ядерній енергетиці (поділу), контролюючи розвиток ядерних технологій і виконуючи багато наукових досліджень. Проте з початку 1970-х років його сфера діяльності поступово скорочується, функції передані іншим державним організаціям, а також приватному сектору.
UKAEA також бере участь у проведенні оцінок безпеки та надійності для зовнішніх організацій завдяки своєму багаторічному досвіду такої роботи в ядерній галузі.

## Історія
Орган було створено 19 липня 1954 року, коли Закон про управління атомної енергії 1954 року отримав королівський дозвіл і надав органу повноваження «виробляти, використовувати та розпоряджатися атомною енергією та проводити дослідження з будь-яких питань, пов'язаних з нею».
Управління з атомної енергії Сполученого Королівства було сформовано з Міністерства постачання, Департаменту з атомної енергії та успадкувало його приміщення та більшість свого персоналу під час свого формування.
Першим головою був сер Едвін Плоуден, члени правління керували трьома основними відділами:
- Промислова група: сер Крістофер Хінтон
- Дослідницька група: сер Джон Кокрофт
- Група зброї: сер Вільям Пенні

Управління з атомної енергії Сполученого Королівства успадкувало майже 20 000 співробітників, які подвоїлися до 41 000 до 1961 року. Більшість ранніх заходів Управління з атомної енергії Сполученого Королівства були пов'язані з програмою ядерної зброї Сполученого Королівства та потребою в плутонії, високозбагаченому урані та матеріалах для водневих бомб. Між 1952 і 1958 роками UKAEA провела 21 випробування ядерної зброї в Австралії та на Тихому океані.